# Halone prosenes
Halone prosenes är en fjärilsart som beskrevs av Turner 1940. Halone prosenes ingår i släktet Halone och familjen björnspinnare. Inga underarter finns listade i Catalogue of Life.

## Bildgalleri

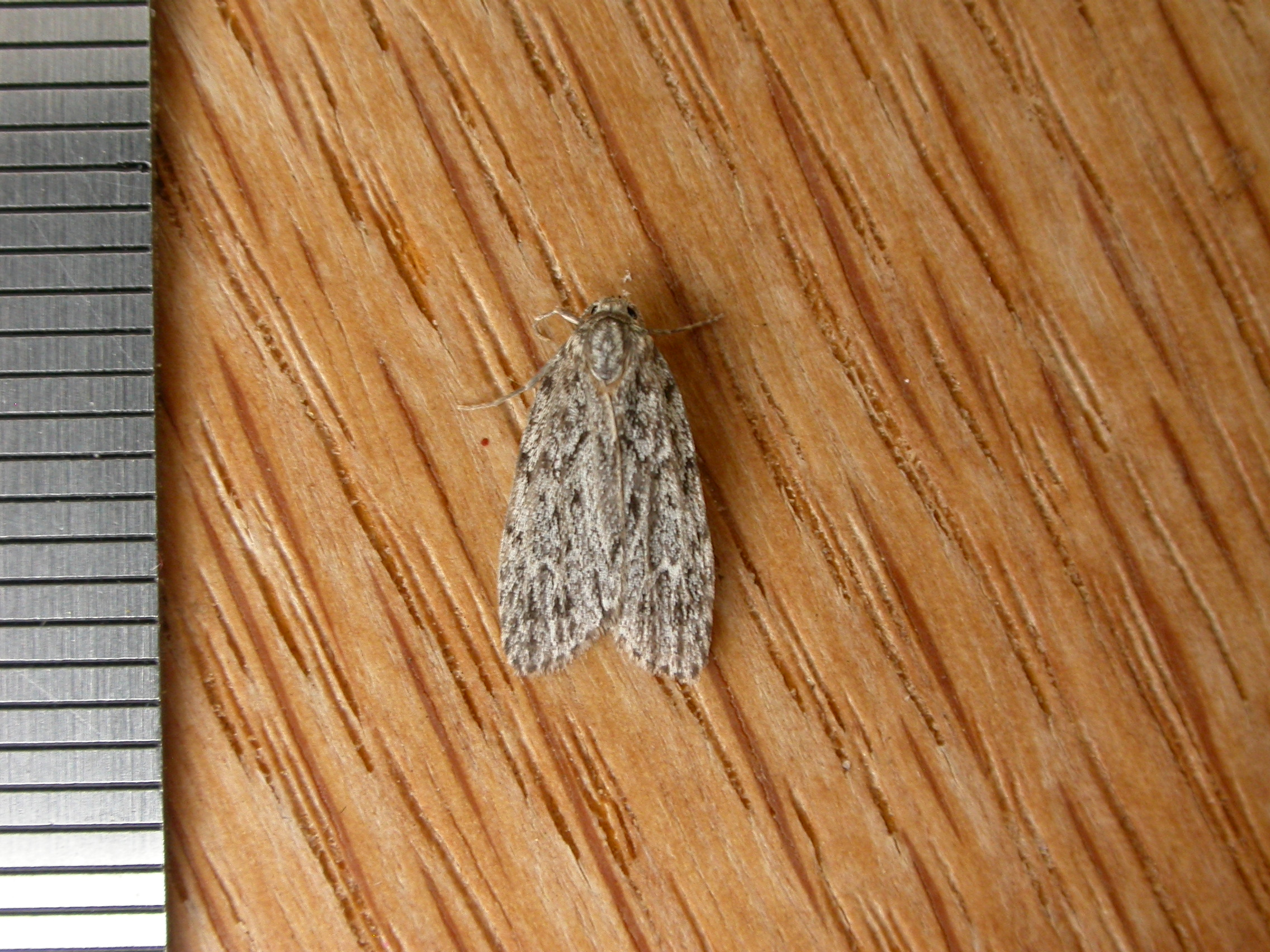